# Héctor Barrueto

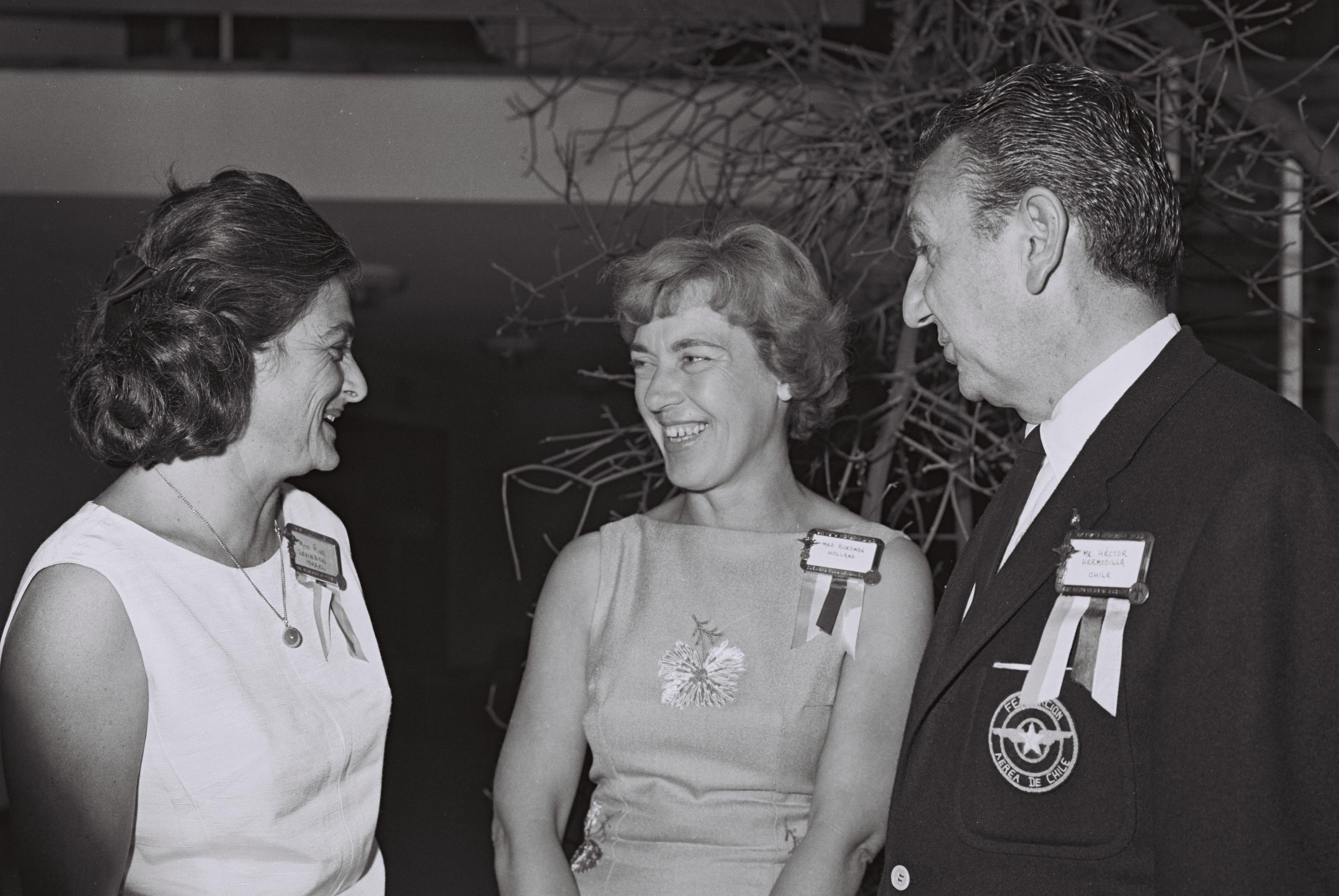
Mrs. Nini Boesman of Netherlands and Mr. Hector Harmosilla of Chile with Israel delegate miss Rina Levinson at the 57th fai conference in Rehovot. 1964

Héctor Darío Barrueto Hermosilla (Los Ángeles, 7 de noviembre de 1910 - Santiago, 1996) fue un abogado y  político radical chileno. 

## Primeros años de vida
Fue hijo del exsenador Darío Barrueto Molinet y de Elvira Hermosilla. Estudió en el Liceo de Hombres de Los Ángeles y en la Facultad de Derecho de la Universidad de Chile, donde juró como abogado en 1937, con la tesis titulada “Sobre la naturaleza del crédito hipotecario y su aplicación a la industria agrícola”. 
Se dedicó al ejercicio de la abogacía y a la explotación del fundo familiar “Entre Ríos”, ubicado en las cercanías de la ciudad de Los Ángeles. Contrajo matrimonio con Perla Fisher.

## Vida política
Militante del Partido Radical, fue elegido Diputado por la 19.ª agrupación departamental, correspondiente a las comunas de Laja, Nacimiento y Mulchén (1941-1945), participando de la comisión permanente de Constitución, Legislación y Justicia. 
Reelegido Diputado por la 19.ª agrupación departamental (1945-1949), en esta ocasión fue miembro de la comisión de Agricultura y Colonización. Nuevamente Diputado por Laja, Nacimiento y Mulchén (1949-1953), formando parte de la comisión permanente de Hacienda.